# Sannasvesi
Sannasvesi är en sjö i Finland. Den ligger i Nystads stad i landskapet Egentliga Finland, i den sydvästra delen av landet, 200 km väster om huvudstaden Helsingfors. Sannasvesi ligger 12 meter över havet. I omgivningarna runt Sannasvesi växer i huvudsak barrskog. Arean är 8,3 hektar och strandlinjen är 1,28 kilometer lång. Sjön  ingår i Skärgårdshavets kustområde, Åland. 